# الحقيقة (صحيفة)
الحقيقة أو حَقِيقَتْ (بالروسية:Истина) (بالأوارية:ХIакъикат) ، هي صحيفة اجتماعية سياسية تصدر باللغة الأوارية في جمهورية داغستان بروسيا الاتحادية. تسلط الجريدة الضوء على الجوانب الاجتماعية والاقتصادية والسياسية في داغستان وروسيا. وتنشر مقالات عن ثقافة شعوب القوقاز باللغة الأوارية.

## تاريخ
تصدر الجريدة من 13 أبريل /نيسان 1917 م. وصدرت الجريدة تحت أسماء مختلفة، منها:
- خرجت عام 1918 تحت اسم الشعب العامل (بالروسية:Рабочий народ)
- وفي 1920 العلم الأحمر (بالروسية:Красное знамя)
- وفي عام 1921 الجبال الحمراء (بالروسية:Красные горы)
- وفي 1934 البلشفي الجبلي (بالروسية:Большевик гор)
- وفي عام 1951 حقيقة داغستان (بالروسية:Дагестанская правда)
- وفي 1957 صدرت مرة أخرى تحت اسم العلم الأحمر (بالروسية:Красное знамя)
- وفي 1990 وإلى اليوم تخرج تحت اسم الحقيقة (بالروسية:Истина, Хакикат)